# Содомово (Уренский район)
Содомово — деревня в Уренском районе Нижегородской области России. Входит в Карпунихинский сельсовет.
Расположена в лесистой местности в бассейне реки Кумышевка на севере области, в 8,5 км к востоку от села Карпуниха, в 26 км к северо-востоку от Уреня и в 195 км от Нижнего Новгорода.
Через деревню проходит автодорога Карпуниха — Большой Красногор.
| 2002 | 2010 |
| ---- | ---- |
| 52   | ↘48  |

## Происхождение названия
Слово «Содом» в названии ряда населённых пунктов Заволжья закрепилось из-за религиозных противоречий официальной церкви с первыми жителями (зачастую староверами, которых обвиняли в «язычестве»).
Цитата из книги Мельникова-Печерского «В лесах»:
Тамошний люд жил как отрезанный от остального крещеного мира. Церквей там вовсе почти не было, и русские люди своими дикими обычаями сходствовали с соседними звероловами, черемисой и вотяками; только языком и отличались от них. Детей крестили у них бабушки-повитухи, свадьбы-самокрутки венчали в лесу вокруг ракитова куста, хоронились заволжане зря, где попало.